# Tenaphalara acutipennis
Tenaphalara acutipennis är en insektsart som beskrevs av Shinji Kuwayama 1908. Tenaphalara acutipennis ingår i släktet Tenaphalara och familjen Carsidaridae. Inga underarter finns listade i Catalogue of Life.